# Рупія Перської затоки

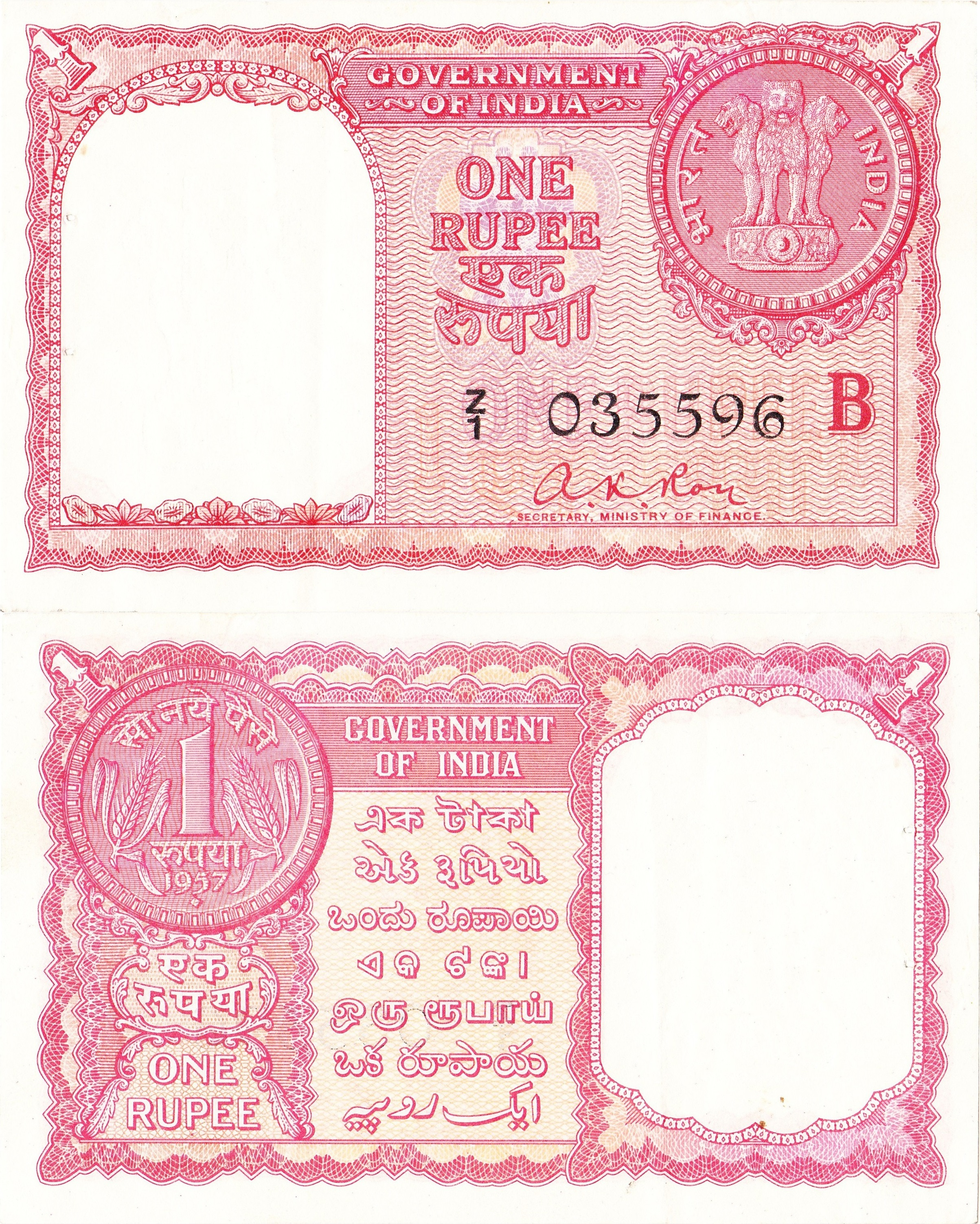
Одна рупія Перської затоки, надрукована в червоному кольорі

Рупія Перської затоки (англ. Gulf rupee, араб. روبيه) — колишня грошова одиниця держав Перської затоки у 1959—1966 роках.

## Історія
До 1959 року основною валютою держав Перської затоки була індійська рупія. Як і в усьому арабському світі, широко використовувалися також талер Марії-Терезії та британські соверени, в Маскаті використовувалися також власні монети. 1959 року Резервний банк і Уряд Індії після консультацій з урядами держав затоки і Банком Англії оголосив про випуск для держав затоки спеціальних банкнот в рупіях, які не були законним платіжним засобом в Індії. Обмін банкнот в індійських рупіях на нові банкноти проводився в період з 11 травня 1959 року по 21 червня 1959 року.
У 1961 році Кувейт відмовився від використання рупії, ввівши 1 квітня 1961 року власну грошову одиницю — кувейтський динар. Обмін проводився у співвідношенні: 13⅓ рупії = 1 динар.
11 жовтня 1965 року Бахрейн запровадив власну валюту — бахрейнський динар, обмін проводився: 10 рупій = 1 динар.
Рупія Перської затоки була прирівняна до індійської рупії. У зв'язку з девальвацією індійської рупії в червні 1966 року і девальвацією рупії Перської затоки на 36,5 %, що відбулася після неї, держави затоки відмовилися від її використання.
Катар перейшов у 1966 році на саудівський ріал, обмін проводився: 1,065 рупії = 1 ріал.
Князівства Договірного Оману ввели в тому ж році різні валюти: Абу-Дабі — бахрейнський динар, решта — саудівський ріал.
Маскат, відмовившись від рупії, використовував в обігу монети власного карбування в ріалах і талер Марії-Терезії.

## Банкноти
Випускалися банкноти Уряду Індії номіналом 1 рупія і банкноти Резервного банку Індії в 5, 10, 100 рупій. Банкноти були в дизайні, дуже схожому на стандартні індійські банкноти, але були надруковані в різних кольорах. У той час як банкноти номіналом 1 рупія і 10 рупій були надруковані червоним кольором, банкноти номіналом 5 рупій були надруковані помаранчевим кольором, а банкноти номіналом 100 рупій — зеленим. Серійні номери банкнот всіх випущених номіналів мали префікс Z.